# Laurentius von Heidegg
Laurentius von Heidegg (* in Kienberg; † 20. Februar 1549 in Muri; auch als Laurenz von Heidegg bekannt) war ein Schweizer Benediktinermönch. Von 1508 bis zu seinem Tod war er Abt des Klosters Muri in den Freien Ämtern (im heutigen Kanton Aargau).

## Biografie
Laurentius von Heidegg entstammte der Kienberger Linie der Herren von Heidegg und erhielt eine humanistische Ausbildung. Er war mit Dekan Heinrich Bullinger aus Bremgarten, dem Vater des gleichnamigen Reformators, befreundet und ging mit ihm oft auf die Jagd. In Zürich war er Mitglied der vornehmen «Gesellschaft der Schildner zum Schneggen».
1508 wurde Heidegg zum Abt des Klosters Muri gewählt. Unter seiner Führung befolgte der Konvent die benediktinischen Ordensregeln kaum. Er selbst hinterliess einen Sohn, der später Pfarrer in Sursee, einer Kollatur von Muri, wurde. Trotz seiner Freundschaft zu Bullinger sprach er sich entschieden gegen die Reformation aus, die ab 1523 im Einzugsgebiet des Klosters Fuss zu fassen begann. 1526 entsandte er zwei Konventualen an die Badener Disputation, um die Thesen des altgläubigen Theologen Johannes Eck zu unterschreiben.
Während des Zweiten Kappelerkriegs von 1531 besetzten Truppen aus dem reformierten Bern das Kloster und richteten grosse Schäden an. Heidegg war vorübergehend nach Luzern ins Exil geflohen. In den folgenden Jahren leistete er einen wichtigen Beitrag zur Rekatholisierung der Freien Ämter. Die Instandsetzung und Erweiterung der Klosteranlage finanzierte er zum Teil aus seinem Privatvermögen. Unter anderem veranlasste er die Vollendung des heute noch bestehenden Kreuzgangs.
Er wurde in der Klosterkirche vor dem Antoniusaltar beigesetzt.